# تشاه بيد (خبر بافت)
تشاه بيد (بالفارسية: چاه بید) هي قرية تقع في إيران في Khabar Rural District. يقدر عدد سكانها بـ 0 نسمة بحسب إحصاء 2016.